# Gunzenbach (Tiefegraben)
Der Gunzenbach ist ein Bach der Limpurger Berge im Gebiet der Gemeinde Bühlerzell im baden-württembergischen Landkreis Schwäbisch Hall. Nach etwa einen Kilometer langem Lauf nach Osten mündet er oberhalb des Dorfrandes von Bühlerzell von links in den Auengraben Tiefegraben, der wenig danach von links in die von ihm begleitete Bühler mündet.

## Name
Der Gunzenbach hat seinen Namen wohl vom Ort Guntzenhofen, der schon in der frühen Neuzeit wüst gefallen war und auf den heute noch die Gewannnamen Gumpertshofen rechts-  und Gunzenhofen linksseits des Unterlaufs verweisen.

## Geographie

### Verlauf
Der Gunzenbach entsteht etwa 0,4 km nordwestlich des Bühlerzeller Weilers Trögelsberg auf etwa 418 m ü. NHN. Dort, am Fuße des Waldhangs Wurzelbühl, laufen zwei halbkilometerlange Obertaleinschnitte zusammen, die im Westen und 40–50 Meter oberhalb des Waldes auf dem Höhenpodest um den Weiler Wurzelhof einsetzen, in denen aber nirgends dauerhaft Wasser läuft und in den oberen Teilen nur sehr episodisch.
Der Gunzenbach fließt in der Folge ost- bis allenfalls ostsüdostwärts, sehr bald außerhalb des Waldes, anfangs geschlungen, später oft in begradigten Stücken. Eine immer wieder teils für lange unterbrochene Baumgalerie begleitet den Lauf, ebenso in zunächst etwas Abstand, später nahebei ein Feldweg, der von Trögelsberg nach Bühlerzell führt und 200 Meter vor der Mündung das Tal verlässt. Der Bach ist anfangs einen halben Meter breit, später wenigstens einen Meter. Das Sediment ist anfangs sandig bis kiesig. Der Durchfluss setzt am Unterlauf auch in der Sommerhitze nicht aus. Die Talmulde weitet sich zwischen den Hochebenenvorsprüngen Ohrberg links- und Schollenberg rechtsseitig stetig aus.
Auf etwa 387 m ü. NHN fließt der Gunzenbach von links in den Tiefegraben ein, der flach in der Aue neben der Bühler läuft, weniger als 50 Meter weiter abwärts von links sowie etwa einen halben Kilometer südsüdwestlich des Bühlerzeller Dorfrandes in den Fluss mündet und selbst kürzer als der Gunzenbach ist. Dieser mündet nach 1,1 km langem Lauf mit mittlerem Sohlgefälle von etwa 28 ‰ rund 31 Höhenmeter unterhalb seines Ursprungs am Wurzelbühl-Fuß.

### Einzugsgebiet
Der Gunzenbach hat ein 1,2 km² großes Einzugsgebiet, das naturräumlich zum Unterraum Limpurger Berge der Schwäbisch-Fränkischen Waldberge gehört. Der höchste Punkt an seiner Westspitze liegt auf etwa 490 m ü. NHN im Wald Kugelwert. Auf einem Drittel des Einzugsgebiets steht Wald, im Südwesten und auch an Teilen der Taleinhänge, im übrigen offenen Teil gibt es vor allem Wiesen und Weiden. Am Lauf gibt es keine Besiedlung, doch auf der Hochebene um die Talmulde liegen die Weiler Imberg im Nordwesten, Wurzelhof im Westen und Trögelsberg im Süden von ihr. Der Einzelhof Wurzelbühl liegt am Westrand des gleichnamigen Hangwalds zwischen den dort noch wenig tiefen Mulden der Oberläufe. Diese liegen alle, wie der deutlich größere Teil des Einzugsgebietes, in der Gemarkung des Gemeindeteils Geifertshofen von Bühlerzell, das untere Tal in dem von Bühlerzell selbst.
Reihum grenzen die Einzugsgebiete der folgenden Nachbargewässer an:
- Im Nordosten fließt der Reutenbach zum Schleifseebach, einem Zufluss der Bühler unterhalb von Bühlerzell;
- im Norden läuft der Liegelbach in Bühlerzell zu dieser;
- im Ostsüdosten strebt ein kurzer Quellabfluss zum Tiefegraben;
- im Südosten fließt der Steinbach etwas höher in diesen;
- im Südwesten läuft der Klingenbach oberhalb des Tiefegrabens zur Bühler.

## Geologie
Im westlichsten Einzugsgebiet gibt es etwas Oberen Bunten Mergel (Mainhardt-Formation), unterhalb davon erstreckt sich der Kieselsandstein (Hassberge-Formation) bis zum oberen Rand des Wurzelbühls. Am Talhang darunter streichen Untere Bunte Mergel (Steigerwald-Formation) und Schilfsandstein (Stuttgart-Formation)  aus. Der Bachursprung am Zusammenlauf der Obertaleinschnitte liegt nochmals tiefer im Gipskeuper (Grabfeld-Formation), in dessen Schichthöhe der Bach auch mündet.
Der Bach läuft von Anfang an in einem darin eingelagerten Schwemmlandband, das erst kurz vor der Mündung in die Auenlehme um den Bühlerlauf übergeht.

## Natur und Schutzgebiete
Das zumeist offene Einzugsgebiet unterhalb des Wurzelbühls liegt im Landschaftsschutzgebiet Oberes Bühlertal mit Nebentälern und angrenzenden Gebieten.

## Tourismus
Ein mit rotem Kreuz markierter Wanderweg des Schwäbischen Albvereins vom Hohenberg in Richtung Gaildorf verläuft auf dem Ohrberg-Sporn nahe an der linken Wasserscheide. Von ihm geht bei Geifertshofen ein mit rotem Punkt markierter Wanderweg ab, der bei Wurzelbühl auf der Straße von Geifertshofen in Richtung Trögelsberg die noch wenig eingetieften Oberlaufmulden kreuzt und dann nach einer Schleife im Klingenbachtal bei der Teuerzer Sägmühle wieder am Rot-Kreuz-Weg endet.

### LUBW
Amtliche Online-Gewässerkarte mit passendem Ausschnitt und den hier benutzten Layern: Lauf und Einzugsgebiet des Gunzenbachs

Allgemeiner Einstieg ohne Voreinstellungen und Layer: Daten- und Kartendienst der Landesanstalt für Umwelt Baden-Württemberg (LUBW) (Hinweise)
1. 1 2 3  Höhe nach dem Höhenlinienbild auf dem Hintergrundlayer Topographische Karte.
2. ↑  Länge nach dem Layer Gewässernetz (AWGN).
3. ↑  Einzugsgebiet abgemessen auf dem Hintergrundlayer Topographische Karte.
4. ↑  Schutzgebiete nach den einschlägigen Layern, Natur teilweise nach dem Layer Geschützte Biotope.

### Andere Belege
1. ↑  Wüstung Guntzenhofen nach Guntzenhofen – Wüstung, Seite des landeskundlichen Informationssystems www.leo-bw.de, abgefragt am 27. August 2023
2. ↑  Wolf-Dieter Sick: Geographische Landesaufnahme: Die naturräumlichen Einheiten auf Blatt 162 Rothenburg o. d. Tauber. Bundesanstalt für Landeskunde, Bad Godesberg 1962. → Online-Karte (PDF; 4,7 MB)
3. ↑  Hansjörg Dongus: Geographische Landesaufnahme: Die naturräumlichen Einheiten auf Blatt 171 Göppingen. Bundesanstalt für Landeskunde, Bad Godesberg 1961. → Online-Karte (PDF; 4,3 MB)
4. ↑  Geologie nach den Layern zu Geologische Karte 1:50.000 auf: Mapserver des Landesamtes für Geologie, Rohstoffe und Bergbau (LGRB) (Hinweise)